# غريغ جيمس
غريغ جيمس (بالإنجليزية: Greg James)‏ هو قاضي أسترالي، ولد في 15 سبتمبر 1944.